# Даура (султан Сеннару)
Даура (*араб. دورة; д/н — 1588) — 6-й макк (султан) Сеннару в 1586—1588 роках.

## Життєпис
Походив з династії Фундж. Син макка Дакіна. Посів трон 1586 року. Продовжив політику попередника на забезпечення захисту держави від зазіхань Османської імперії. Тому підтвердив союзну угоду з ефіопським негусом Сарсою Денгелом, з яким планував відвоював у турок порт суакін.
Втім під час військової кампанії довідався про заколот його стрийків Таїба і Унсала. В боротьбі із сини Даура загинув. Трон перейшов до Таїба I.